# Everyday Madness
Everyday Madness fou un grup suec de música hardcore punk. La banda va publicar el seu primer i únic àlbum d'estudi, Preaching to the Converted, amb Bad Taste Records el 1997. Alguns dels seus membres van tocar també amb el grup Satanic Surfers.

## Membres
- Anna - veu
- Fredrik J. - guitarra
- Fredrik S. - veu
- Magnus - guitarra
- Mathias - baix
- Rodrigo Alfaro - bateria

## Discografia

### Àlbums
- 1997 - Preaching to the Converted[1]